# المعهد الوطني للبحث العلمي
المعهد الوطني للبحث العلمي هي جامعة عامة بحثية وتدريبية، في كندا، تأسست عام 1969. تقع في مدينة كيبيك، مونتريال، لافال، فارين.

## وصلات خارجية
- الموقع الرسمي